# Farmácia em Portugal no Renascimento

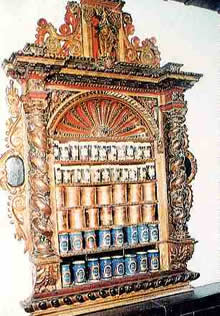

O período de expansão portuguesa foi um dos mais ilustres da história da farmácia de Portugal, contribuindo de forma significativa para o conhecimento e divulgação da matérias-primas úteis à preparação de medicamentos.

## Boticários
Durante o Renascimento, os boticários desempenharam então um papel destacado, nomeadamente contribuindo para o estudo e divulgação das drogas exóticas. Graças aos seus conhecimentos na área da botânica e das especiarias e devido à escassez de profissionais de saúde os boticários eram muito requisitados.
Desde o inicio do século XVI que existiam boticas nos hospitais das fortalezas de Cochim, Cananor, Goa e Malaca. Nesta época, os boticários eram solicitados pela sua experiência na identificação e conservação de drogas, assim como para desempenharem funções como boticários das armadas e dos hospitais das fortalezas, destacando-se Simão Álvares, Tomé Pires, Francisco Lopes, João Rodrigues, entre outros.
Alguns destes, como Tomé Pires foram encarregues de missões diplomáticas de grande responsabilidade, nomeadamente desempenhar missões políticas e divulgar a matéria médica Oriental. Notabilizaram-se Tomé Pires, Simão Álvares, Garcia de Orta , Cristóvão da Costa e Amato Lusitano pelo estudo e divulgação de matéria medica Oriental.
No que diz respeito a África e ao Brasil, o contributo dos portugueses para o conhecimento da matéria médica ficou a dever-se a colonos, missionários, militares e viajantes. A sua inclusão literária foi mais lenta e só se verificou no século XVIII.

## Ensino da profissão

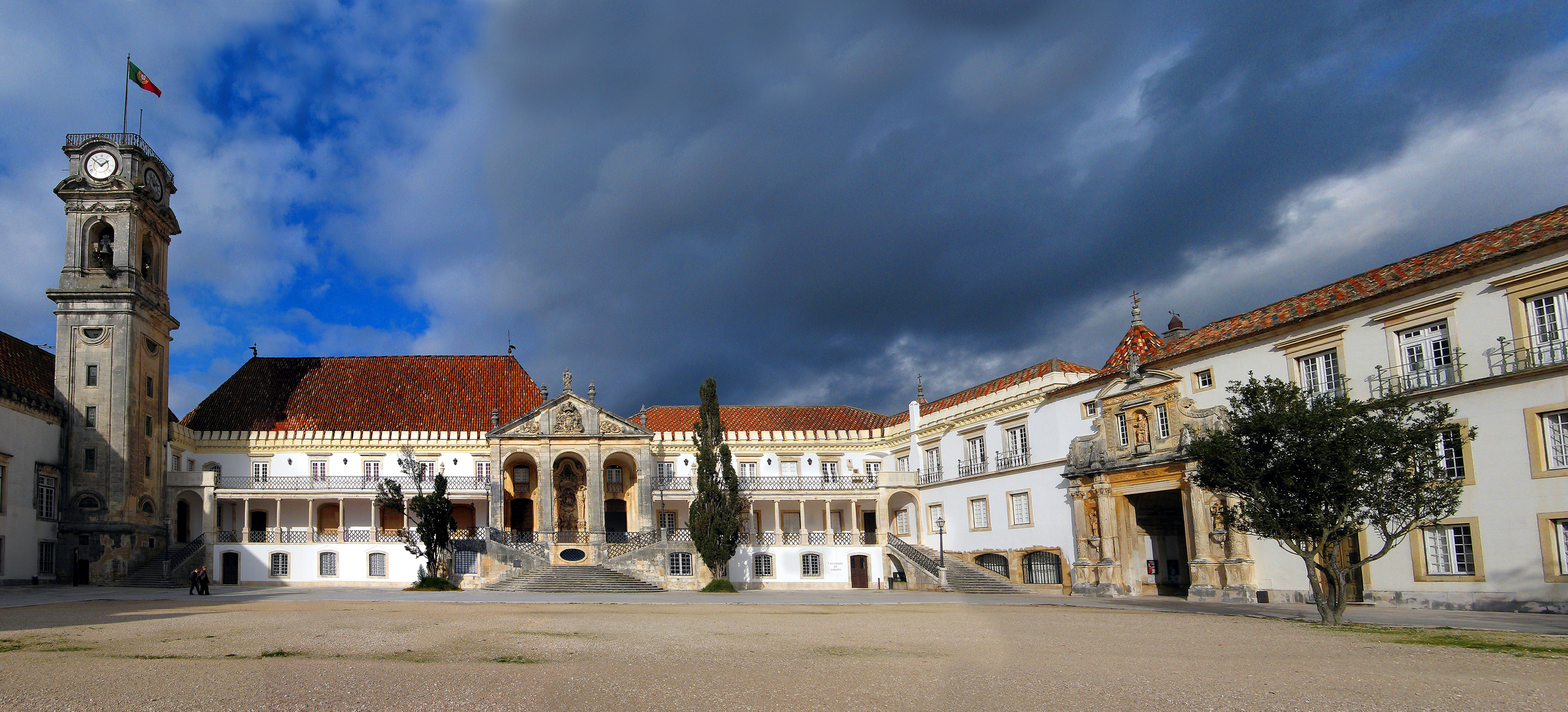
Universidade de Coimbra

Quanto ao ensino da Farmácia e ao exercício da profissão farmacêutica (boticários) em Portugal na época do Renascimento, pode-se afirmar que alguns progressos ocorreram.
Em 1521, o Regimento do Físico-Mor do Reino, publicado durante o reinado de D.Manuel, determinava a obrigatoriedade de um exame pelo físico-mor para todos aqueles que pretendessem exercer a profissão de boticário.
Para além deste exame, como forma de ascender à profissão farmacêutica instituíram-se os estudos farmacêuticos na Universidade de Coimbra, durante o reinado de D. Sebastião. Após a aprendizagem de Latim durante dois anos na Universidade, os candidatos a boticários eram colocados numa botica sendo o ensino unicamente prático, não existindo qualquer disciplina teórica. O candidato a boticário estaria assim dependente dos conhecimentos dos mestres-boticários. Após quatro anos de prática numa botica, os alunos eram sujeitos a um exame na Universidade, tendo como júri médicos professores da Faculdade de Medicina e boticários de reconhecida importância.
As duas formas de ascender à profissão mantiveram-se até à reforma pombalina da Universidade de Coimbra com alterações do regime de estudos, em 1772, sendo o exame pelo físico-mor definitivamente extinto apenas em 1836.

## Exercício da profissão
No que diz respeito ao exercício da profissão farmacêutica em Portugal, esta foi objecto de diversa legislação, que pretendia normalizar o funcionamento das boticas, a produção dos medicamentos e a fixação o seu preço. No Regimento de 1521, para alem da questão do acesso à profissão, regulamentava-se a fiscalização das boticas, a uniformidade dos preços dos medicamentos e ainda a cedência de medicamentos por prescrição médica.